# Siula Grande
Siula Grande är en bergstopp i bergskedjan Cordillera Huayhuash, i den peruanska delen av Anderna. Med sina 6 344 meter är den Perus sjätte högsta berg och den nästa högsta i Cordillera Huayhuash efter den närliggande Yerupaja (6 617 m). Siula Grande har en förtopp, Siula Chico, som är 6 260 m. Berget ligger på gränsen mellan Lima och Huánuco.
Berget har blivit känt i hela världen genom boken Snudda vid avgrunden (originaltitel Touching the void) av Joe Simpson som beskriver en bestigning år 1985 som följdes av en skräckfylld nedfärd av honom och Simon Yates. En dokumentärfilm, Touching the Void, gjordes av boken år 2003. Joe och Simon gick upp för den västra sidan och blev därmed de första klättrarna som nådde toppen den vägen. De valde dock att gå ned för den norra kammen, vilket visade sig nästan omöjligt på grund av vädret. Alla senare klättrare har valt att undvika den norra kammen och använder istället den västra eller nordöstra sidan.Ingen har ännu klättrat upp för den södra sidan (2002).
Detta är en ofullständig lista på bestigningar då nya rutter valts:
- 28 juli 1936 Norra kammen av Arnold Awerzger och Erwin Schneider från Tyskland.[2][3][4]. Första bestigningen av berget.
- 21 juni 1966 Obster, Schulz och M. Sturm via norra kammen till Siula Chico[5]
- 1985 Västra sidan av Joe Simpson och Simon Yates från Storbritannien. Första gången berget bestegs från västra sidan.
- 1999 Peru West Face Touching The Void av Carlos Buhler. Buhlers rutt följde Simpson och Yates rutt på västra sidan för huvuddelen av bestigningen. Buhler gav rutten namnet "Avoiding The Touch".
- 17 juli 2001 Noches de "Juerga", på västra sidan av Matic Jost, Viktor Mlinar och Tomaz Zerovnik från Slovenien och Aritza Monasterio från Spanien.[2]
- 3 juli 2002 Northeast Face, Los Rapidos på nordöstra sidan av Marjan Kovac och Pavle Kozjek från Slovenien och Aritza Monasterio från Spanien.[6][7] Första gången berget bestegs från nordöstra sidan.
- Augusti 2002 Mammut Tracks, västra sidan, av Rogier van Rijn och Eva Oomen (nådde ej toppen).